# Polska w Formule 1
Historia polskich akcentów w Formule 1.

## Kierowcy
Robert Kubica nie był pierwszym Polakiem, który prowadził samochód Formuły 1. W drugiej połowie lat siedemdziesiątych FIA zastanawiała się nad organizacją wyścigu w państwie socjalistycznym. Jednym z kandydatów była Polska, ponieważ miała ona wtedy odpowiadający ówczesnym wymogom tor w Poznaniu. Podczas wyścigów samochodowych organizowanych z okazji Międzynarodowych Targów w czerwcu 1979 roku do Poznania przywieziono również bolid kanadyjskiego zespołu Wolf-Ford. Poprowadził go syn ówczesnego premiera, a przyjaciel Waltera Wolfa, szefa swojego zespołu, Andrzej Jaroszewicz. Był to egzemplarz, w którym Jody Scheckter (późniejszy mistrz świata 1979) wygrał w Grand Prix Monako 1977. Był to pierwszy przypadek, by Polak prowadził bolid Formuły 1.

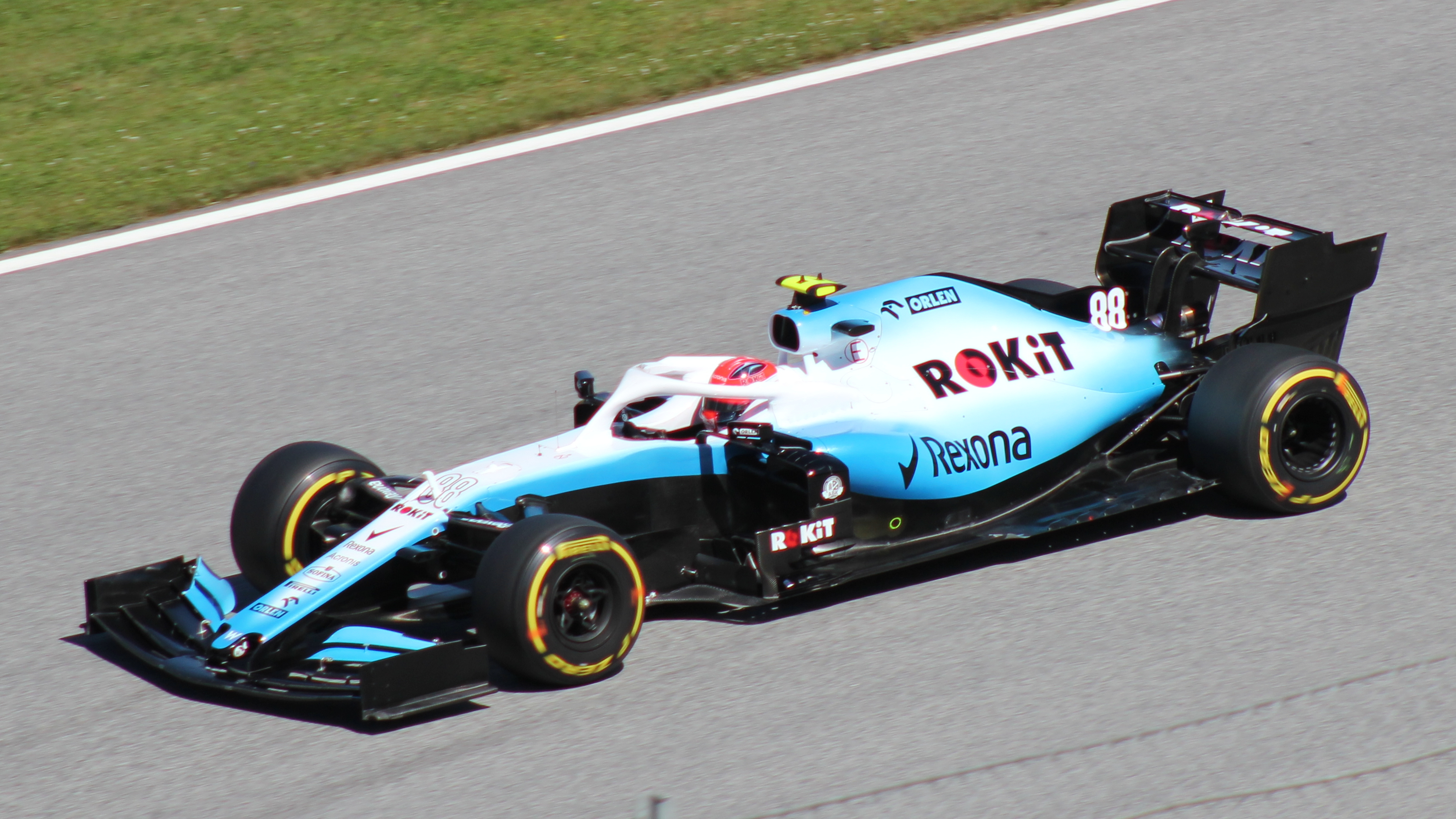
Kubica podczas Grand Prix Austrii 2019

Drugi przypadek miał miejsce pod koniec roku 1995. Jarosław Wierczuk (ur. 6 stycznia 1977 w Warszawie), kierowca wyścigowy oraz absolwent Wyższej Szkoły Zarządzania i Marketingu w Warszawie, który swoją karierę rozpoczynał w 1992 roku w kartingu, a następnie ścigał się w Mistrzostwach Europy Strefy Centralnej, został zaproszony przez zespół Formuły 1 Forti na testy. Odbyły się one na włoskim torze Autodromo dell’Umbria Magione. Zespół ostatecznie uznał, iż Polak pojechał za słabo i postanowił nie angażować go w charakterze kierowcy swojego zespołu. Wierczuk w następnych latach bez powodzenia startował w niższych seriach wyścigowych (niemiecka Formuła 3, włoska Formuła 3000 oraz japońska Formuła Nippon).
Pierwszym i jedynym polskim kierowcą, który wystartował w Grand Prix jest Robert Kubica, reprezentujący od sezonu 2006 do sezonu 2009 barwy zespołu BMW Sauber, a w sezonie 2010 i w przedsezonowych testach na początku sezonu 2011 – Renault. Po powrocie do Formuły 1 w sezonie 2019, Kubica występował w barwach zespołu Williams. Jego debiut nastąpił przy okazji Grand Prix Węgier 2006 na torze Hungaroring, a najlepszą pozycję w wyścigu wywalczył podczas Grand Prix Kanady 2008, gdzie zajął pierwsze miejsce.

## Sponsoring
- W Grand Prix Monako 1978 reklamowano wódkę Wyborową[1].

- Zakłady PZL-Świdnik były pierwszym polskim przedsiębiorstwem, którego logo znalazło się na bolidach startujących w wyścigach Formuły 1. Reklama ta pojawiła się na bolidach stajni Forti. Samochody z logiem PZL oraz napisami „Sokół Helicopters” i „PZL Sokół” na tylnym skrzydle pojawiły się w drugiej połowie sezonu 1996, począwszy od wyścigu o Grand Prix Kanady.

- W sezonie 2010 polskie przedsiębiorstwo napojów energetyzujących n-gine sponsorowało francuski zespół Renault, w barwach którego, jeździł wówczas Robert Kubica. Logo przedsiębiorstwa widniało na czapkach i kombinezonach kierowców, a także na butelkach z napojem dla zespołu[2][3].

- Od sezonu 2010 dom maklerski X-Trade Brokers, został oficjalnym sponsorem zespołu McLaren. W pierwszym sezonie współpracy logo przedsiębiorstwa znalazło się na pokrywie silnika tuż za górnym wlotem powietrza[4]. W latach 2011–2012 widniało tylko na kombinezonach.

- W sezonie 2018 kiedy kierowcą rezerwowym i rozwojowym zespołu Williams był Robert Kubica, logotyp jego partnera, Grupy Lotos, znajdował się na koszulkach i kombinezonie polskiego kierowcy.

- W sezonie 2019 PKN Orlen było sponsorem zespołu Williams[5]. Logo polskiego koncernu pojawiło się na m.in. w kilku miejscach na bolidzie, kombinezonach i kaskach kierowców, czy również na ścianach garażu w padoku.

- W sezonie 2020, wraz z przejściem Roberta Kubicy do Alfa Romeo Racing, PKN Orlen zostało sponsorem tytularnym zespołu[6]. Logotyp z orłem pojawi się na bolidach zespołu, m.in. na tylnym i przednim skrzydle, obręczy halo, lusterkach oraz na sekcjach bocznych. Widoczny będzie także na klatce piersiowej i plecach kombinezonów oraz w trzech miejscach na kaskach wszystkich kierowców. Dodatkowo logotyp Koncernu znajdzie się na odzieży mechaników i personelu zespołu oraz na transporterach, wnętrzu garażu i motorhome[7].

- W sezonie 2019 sponsorem Red Bull Racing zostało przedsiębiorstwo kryptowalutowe FuturoCoin, którego założycielem jest wrocławski biznesmen Roman Ziemian. Logo FuturoCoin pojawia się w kilku miejscach: m.in. na bolidzie, na kombinezonach kierowców, a także na ścianach garażu w padoku[8][9].
- W sezonie 2023 sponsorem Scuderia AlphaTauri został PKN Orlen. Logotyp z orłem pojawił się na m.in. na tylnym skrzydle, na przodzie bolidu oraz na obręczy halo[10].

## Kierowcy z polskim pochodzeniem
Na długo przed tym, jak kierowcą Formuły 1 został Robert Kubica, w tej serii wyścigowej ścigał się już jeden kierowca mający polskie korzenie – był nim dwukrotny mistrz świata, Emerson Fittipaldi, którego matką była Polka, Józefa Wojciechowska.
Ojcem Brytyjki Diviny Galicy był Polak. Galica próbowała zakwalifikować się do trzech wyścigów: Grand Prix Wielkiej Brytanii w 1976 roku oraz Grand Prix Argentyny i Brazylii w roku 1978, ale za każdym razem bezskutecznie.

Rodzina matki Franco Colapinto wyemigrowała  z terenów Obwodu Wołyńskiego należącego w tamtym czasie do II Rzeczpospolitej. Dotarli do Argentyny w lipcu 1938 roku, a do swojej nowej ojczyzny wjechali posługując się polskimi paszportami.
Colapinto wziął udział w F1
w połowie sezonu 2024 po Grand Prix Holandii zastępując Logana Sargeanta w zespole Williams F1 Team. W klasyfikacji generalnej był na dziewiętnastej pozycji z dorobkiem pięciu punktów.

## Polscy pracownicy
Marcin Budkowski pracę w Formule 1 rozpoczął w 2001 roku. Prost Grand Prix założony przez byłego mistrza świata Formuły 1 Alaina Prosta poszukiwał młodych inżynierów. Budkowski zaczął pracę dla Prosta, zespół miał problemy finansowe po czym rozpadł się. Po rozpadzie Prosta Budkowski przeniósł się z Francji do Włoch by kierować jednym z zespołów odpowiedzialnych za testy bolidów w tunelu aerodynamicznym zespołu Formuły 1 Scuderia Ferrari. Budkowski powiedział, że we Włoszech pracowało mu się dobrze, ale otrzymał propozycję przeprowadzenia się do Wielkiej Brytanii, od 2008 roku pracował dla zespołu Formuły 1 McLarena. Pracował tam na różnych stanowiskach m.in. był odpowiedzialny za próby aerodynamiczne na torach oraz za projekt aerodynamiczny. 1 listopada 2012 został szefem działu aerodynamiki ekipy z Woking. Budkowski zakończył pracę z McLarenem w styczniu 2014 roku. Następnie podjął się pracy w FIA, gdzie pracował jako koordynator techniczny i sportowy. W marcu 2017 roku został szefem departamentu technicznego Federacji. W październiku 2017 został dyrektorem wykonawczym zespołu Renault Sport Formula One Team.
Paweł Białota pracował dla spółki paliwowej ExxonMobil, która była partnerem technologicznym McLarena i dostarcza dla nich specjalnie zaprojektowane paliwo oraz syntetyczne środki smarne. W 2009 roku gdy w Formule 1 zaistniał nowy brytyjski zespół Brawn GP powstały na bazie japońskiego zespołu Honda Racing F1 Białota rozpoczął dla niego pracę, jego głównym zadaniem była kontrola jakości paliwa i czy spełnia ono wymogi FIA oraz bieżąca analiza próbek zużytego oleju.
Sławomir Madaj od września 2009 do grudnia 2012 był inżynierem ekipy z Enstone (Wielka Brytania) – obecnie zespół nosi nazwę Alpine F1 Team (wcześniej Renault F1 Team oraz Lotus Renault GP). Od stycznia 2013 pracuje jako inżynier dla Mercedes GP